# Бретт, Лайонел, 4-й виконт Ишер
Лайонел Гордон Балиол Бретт, 4-й виконт Ишер (англ. Lionel Gordon Baliol Brett, 4th Viscount Esher, 4th Baron Esher; 18 июля 1913 — 9 июля 2004) — британский пэр, архитектор и градостроитель .

## Происхождение и образование
Лайонел Бретт родился 18 июля 1913 года в Виндзоре, графство Беркшир. Единственный сын Оливера Сильвена Балиоля Бретта, 3-го виконта Ишера (1881—1963), и Антуанетты Хекшер (1888—1965), дочери американского промышленника Августа Хекшера.
Он получил образование в Итонском колледже и в Новом колледже Оксфорда, где изучал историю.
8 октября 1963 года после смерти своего отца Лайонел Бретт унаследовал титулы 4-го виконта Ишера из Ишера в графстве Суррей и 4-го барона Ишера из Ишера в графстве Суррей, став членом Палаты лордов Великобритании.

## Карьера
Он поступил в Архитектурную ассоциацию, но оставил её, чтобы учиться у традиционалиста ASG Батлера, а затем, как неквалифицированный партнёр Уильяма и Эйлин Таттон Браун, летом 1939 года сдал внешние экзамены RIBA, выиграв премию Эшпителя.
Он провел Вторую мировую войну в основном в Британии, обучая артиллеристов в Королевской артиллерии, пока не отправился во Францию и Бельгию, где был свидетелем капитуляции Любека и Гамбурга. В 1945 году он баллотировался в качестве кандидата в парламент от Либеральной партии в Хенли, заняв третье место в опросе.
Он создал партнерство с Кеннетом Бойдом для проектирования новых домов в качестве архитектора-планировщика нового города Хатфилд и написал первоначальный отчет для Корпорации развития Хатфилда . В ноябре 1957 года около 50 двухэтажных террасных домов Хатфилда потеряли свои односкатные крыши во время шторма, и неблагоприятная реклама и финансовая ответственность положили конец его бизнесу. С этого периода, несмотря на то, что он не хотел быть известным как архитектор загородных домов, он больше всего гордился небольшими домами в Оксфордшире для Ганса Джуды и в Уорикшире для лорда Дормера. Проект резиденции Верховного комиссара в Лагосе в 1958 году был скомпрометирован вкусом жены нового комиссара. Вторая практика была прекращена в 1971 году.
Настоящим интересом лорда Ишера было планирование, и он провел исследование Йорка для правительства, после чего опубликовал York: a study in conservation (1968). После периода на посту ректора Королевского колледжа искусств (1971—1978) он снова обратился к писательству. A Broken Wave: the rebuilding of England 1940—1980 (1981) была попыткой зафиксировать и проанализировать достижения послевоенной архитектуры и планирования, последовавшей за Parameters and Images: architecture in a crowded world (1970). Он занимал пост президента Королевского института британских архитекторов с 1966 по 1967 год и был назначен командором Ордена Британской империи в 1970 году.
В 1997 году National Life Stories провела устное историческое интервью (C467/14) с Лайонелом Бреттом для своей коллекции Architects Lives, хранящейся в Британской библиотеке.

## Личная жизнь
22 октября 1935 года он женился на художнице Хелене Кристиан Олив Пайк (? — 9 марта 2006), дочери полковника Эбенезера Джона Лекки Пайка (1884—1965), и его жены, художницы Олив Констанс Снелл (1888—1962). У супругов было шесть детей:
- Кристофер Лайонел Балиол Бретт, 5-й виконт Ишер (род. 23 декабря 1936), старший сын и преемник отца.
- Достопочтенный Майкл Джереми Балиол Бретт (род. 26 апреля 1939)
- Достопочтенный Гай Энтони Балиол Бретт (18 октября 1942—2021)
- Достопочтенный Морис Себастьен Балиол Бретт (род. 16 мая 1944)
- Достопочтенная Оливия Клэр Тереза Бретт (род. 29 ноября 1947)
- Достопочтенный Стивен Патрик Балиол Бретт (род. 26 августа 1952)

Семья Ишер жила в Уотлингтон-парке, загородном доме в Чилтернсе, где Лайонел Бретт также руководил своей архитектурной практикой. Позже он передал дом своему старшему сыну и построил дом по собственному проекту, названный «Башня», на территории поместья.
Виконт Ишер умер в возрасте 90 лет в 2004 году.